# John Connelly (músico)
John Connelly (28 de julio de 1962) es un músico estadounidense, compositor y profesor de secundaria de la ciudad de Nueva York. Él es el vocalista y guitarrista de la banda estadounidense de thrash metal llamada Nuclear Assault. Connelly comenzó como roadie y posterior vocalista de la banda de thrash metal Anthrax en 1981 y tras separarse él y su amigo, el bajista Dan Lilker, formarían Nuclear Assault en 1984.

## Discografía

### Estudio
- 1986: Game Over
- 1988: Survive
- 1989: Handle With Care
- 1991: Out of Order
- 1993: Something Wicked
- 2005: Third World Genocide

### EP
- 1986: Brain Death
- 1987: The Plague
- 1988: Good Times, Bad Times
- 2015: Pounder

### En vivo
- 1992: Live at the Hammersmith Odeon
- 2003: Alive Again

### Compilados
- 1995: Assault & Battery

### Demos
- 1985: Live, Suffer, Die
- 1984: Nuclear Assault demo

### VHS/DVD
- 1989: Handle With Care European Tour '89 (VHS)
- 1991: Radiation Sickness (VHS, Re-released on DVD in 2007)
- 2006: Louder Harder Faster DVD